# Рецептори, що активуються пероксисомним проліфератором

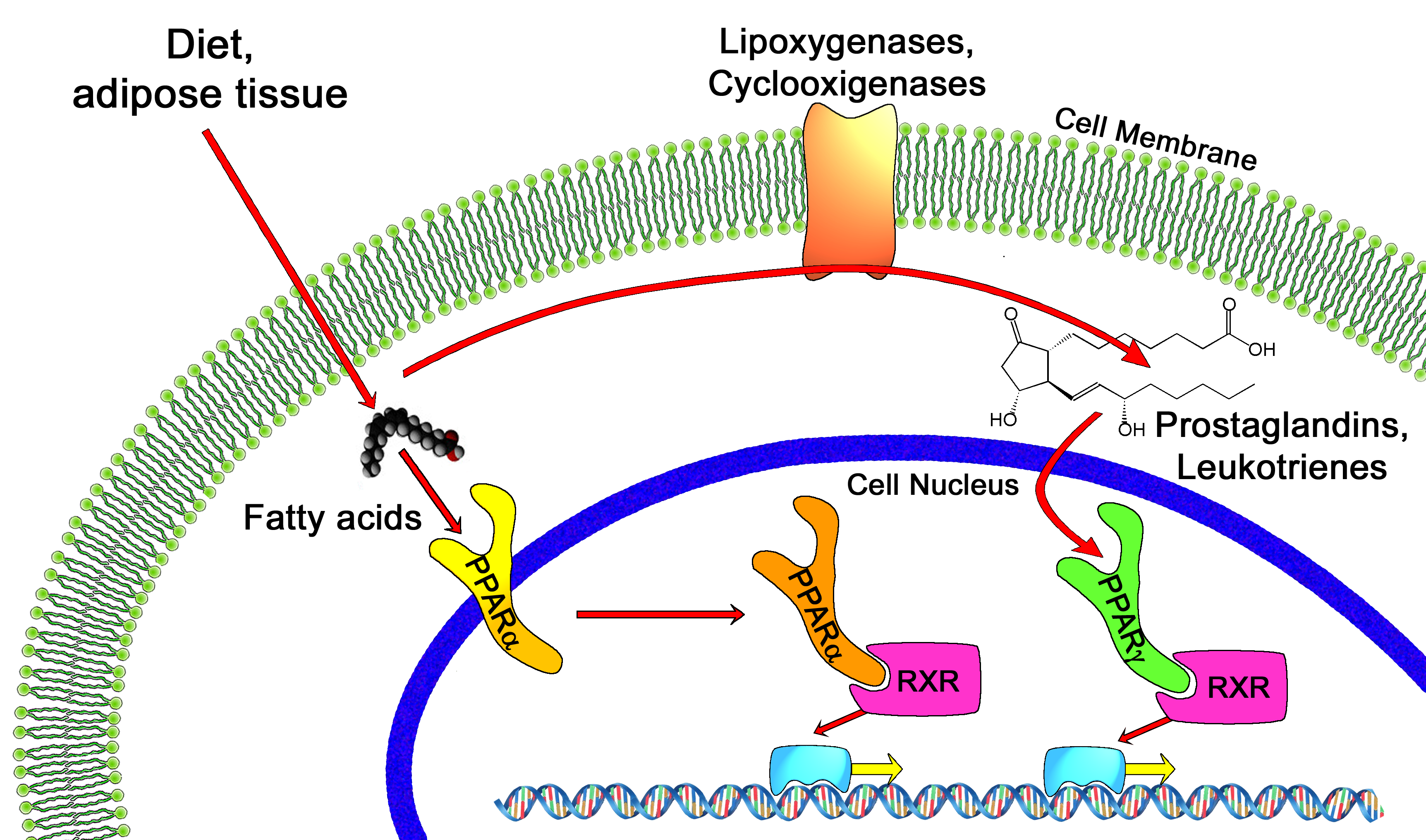
PPAR альфа і гамма шляхи.

Рецептори, активовані проліфератором пероксисом (PPAR) — група білків ядерних рецепторів, які функціонують як фактори транскрипції, що регулюють експресію генів. PPARs відіграють важливу роль у регуляції клітинної диференціації, розвитку та метаболізму, і пухлиногенезу вищих організмів.

## Номенклатура і розподіл тканин
Було ідентифіковано три типи PPAR: альфа, гамма та дельта (бета):
- α (альфа) — експресується в печінці, нирках, серці, м'язах, жировій тканині та інших.[6]
- β/δ (бета/дельта) — експресується в багатьох тканинах, особливо в мозку, жировій тканині та шкірі.
- γ (гамма) — хоча транскрибується тим самим геном, цей PPAR шляхом альтернативного сплайсингу експресується у трьох формах:
  - γ1 — експресується практично в усіх тканинах, включаючи серце, м'язи, товсту кишку, нирки, підшлункову залозу та селезінку.
  - γ2 — експресується переважно в жировій тканині; він на 30 амінокислот довший за γ1.
  - γ3 — експресується в макрофагах, товстому кишечнику, білій жировій тканині.

## Історія
Ці агенти, фармакологічно споріднені фібратам, відкриті на початку 1980-х років.
PPAR спочатку ідентифікували в жаб Xenopus як рецептори, що індукують проліферацію пероксисом у клітинах у 1992 році. Перший PPAR (PPARα) був виявлений у 1990 році під час пошуку молекулярної мішені для групи агентів, які тоді називали проліфераторами пероксисом, оскільки вони збільшували кількість пероксисом у тканині печінки гризунів, окрім покращення чутливості до інсуліну.
Коли виявилося, що PPAR відіграють набагато більш універсальну роль у біології, агенти своєю чергою були названі лігандами PPAR. Найвідомішими лігандами PPAR є тіазолідиндіони.
Після виявлення PPARδ (дельта) у людей у 1992 році виявилося, що він тісно пов'язаний з PPARβ (бета), раніше описаним у тому ж році у амфібії Xenopus. Термін «PPARδ» зазвичай використовується в США, тоді як використання «PPARβ» залишилося в Європі.
PPAR отримали таку назву, оскільки було виявлено, що вони індукують проліферацію пероксисом у гризунів, але вважається, що така індукція проліферації пероксисом не відбувається у людей.

## Фізіологічна функція
Усі PPAR гетеродимеризуються за допомогою ретиноїдного Х-рецептора (RXR) і зв'язуються зі специфічними ділянками ДНК цільових генів. Ці послідовності ДНК називаються PPRE (елементи відповіді на гормон проліфератора пероксисом). Консенсусна послідовність ДНК — AGGTCANAGGTCA, де N — будь-який нуклеотид. Загалом ця послідовність виникає в промоторній ділянці гена, і, коли PPAR зв'язує свій ліганд, транскрипція цільових генів збільшується або зменшується залежно від гена. RXR також утворює гетеродимер з низкою інших рецепторів (наприклад, вітаміну D і гормону щитоподібної залози).
Функція PPAR модифікується точною формою їхнього ліганд-зв'язуючого домену (див. нижче), індукованого зв'язуванням ліганду, а також низкою коактиваторних і корепресорних білків, присутність яких може стимулювати або пригнічувати функцію рецептора відповідно.
Ендогенні ліганди для PPAR включають вільні жирні кислоти, ейкозаноїди та вітамін B3. PPARγ активується PGJ2 (простагландин) і певними членами родини 5-НЕТЕ метаболітів арахідонової кислоти, включаючи 5-оксо-15(S)-НЕТЕ та 5-оксо-ЕТЕ. Навпаки, PPARα активується лейкотрієном B4 . Певні члени родини метаболітів арахідонової кислоти 15-гідроксиейкозатетраєнової кислоти, включаючи 15(S)-HETE, 15(R)-HETE та 15-HpETE, різною мірою активують PPAR альфа, бета/дельта та гамма. Крім того, повідомлялося, що PPARγ бере участь у патогенезі та зростанні раку. Активація PPARγ агоністом RS5444 може пригнічувати ріст анапластичного раку щитоподібної залози.

## Генетика
Три основні форми PPAR транскрибуються з різних генів:
- PPARα — хромосома 22q 12-13.1 (OMIM 170998)
- PPARβ/δ — хромосома 6p 21.2-21.1 (OMIM 600409)
- PPARγ — хромосома 3p 25 (OMIM 601487).

Описано спадкові порушення всіх цих PPAR, які зазвичай призводять до втрати функції та супутньої ліподистрофії, інсулінорезистентності та/або чорного акантозу. Для PPARγ була описана та вивчена мутація посилення функції: Pro12Ala, яка знижує ризик резистентності до інсуліну. Він досить поширений, із частотою алелів 0,03–0,12 у деяких популяціях. Навпаки, pro115gln асоціюється з ожирінням. Певні інші поліморфізми PPAR демонструють високу частоту в популяціях із підвищеним індексом маси тіла.

## Структура
Як і інші ядерні рецептори, PPAR мають модульну структуру та містять такі функціональні домени:
- (A/B) — N-кінцева область
- (C) DBD — ДНК-зв'язуючий домен
- (D) — гнучка шарнірна область
- (E) LBD — домен зв'язування ліганду
- (F) С-кінцева область

DBD містить два мотиви цинкового пальця, які зв'язуються зі специфічними послідовностями ДНК, відомими як елементи гормональної відповіді, коли рецептор активується.
LBD має розгалужену вторинну структуру, що складається з 13 альфа-спіралей і бета-листа. Як природні, так і синтетичні ліганди можуть зв'язуватися з LBD, активуючи або пригнічуючи активність рецептора.